# لیسی اوترما
لیسی اوترما (فنلاندی: Liisi Oterma؛ ۶ ژانویه ۱۹۱۵ – ۴ آوریل ۲۰۰۱ (۸۶ ساله)) دانشمند در زمینه اخترشناسی اهل فنلاند بود. وی اولین زن است که درجه پی‌اچ‌دی در اخترشناسی در فنلاند را دریافت کرد.
اوترما در دانشگاه تورکو تحصیل کرد و بین سال‌های ۱۹۴۱ تا ۱۹۶۵ در رصدخانه این دانشگاه کار می‌کرد. در سال ۱۹۵۵ دکترایش را در زمینه اپتیک تلسکوپ‌ها دریافت کرد.
از سال ۱۹۶۵ تا ۱۹۷۸ اوترما در دانشگاه تورکو مشغول به تدریس بود و در سال ۱۹۷۱ به عنوان رئیس رصدخانه تورلا منصوب شد.
اوترما چندین دنباله‌دار همچون 38P/Stephan-Oterma, 39P/Oterma و 139P/Väisälä–Oterma کشف کرد و همچنین کشف ۵۴ ریزسیاره بین سال‌های ۱۹۳۸ تا ۱۹۵۳ به وی منصوب شده‌است. سیارک ۱۵۲۹ که در سال ۱۹۳۸ کشف شد به افتخار وی نام‌گذاری شده است.